# Plop 2
Plop 2 is een album van Kabouter Plop. Het is uitgebracht door Studio 100 op 29 september 1999.    De teksten zijn van Gert Verhulst, Danny Verbiest en Hans Bourlon.  De muziek is van Johan Vanden Eede die ook tekende voor de arrangementen en de productie.  Op het album zijn de stemmen te horen van Walter De Donder als Kabouter Plop, Agnes De Nul als Kabouter Kwebbel, Aimé Anthoni als Kabouter Klus, Chris Cauwenberghs als Kabouter Lui en ook Luc Caals als Kabouter Smul.

## Discografie
| Album met hitnotering(en) in de Vlaamse Ultratop 200 albums | Datum van verschijnen | Datum van binnenkomst | Hoogste positie | Aantal weken | Opmerkingen |
| ----------------------------------------------------------- | --------------------- | --------------------- | --------------- | ------------ | ----------- |
| Plop 2                                                      | 1999                  | 06-11-1999            | 4               | 29           |             |

## Tracklist
1. Kabouter Plop is jarig
2. Avonturen
3. Hoipiepeloi
4. Er zit een gat in mijn dak
5. De kabouterpolonaise
6. Joepiejee
7. Waar zijn mijn belletjes?
8. De kabouterfanfare
9. Wie vliegt er mee?
10. Fwiet fwiet
11. Wij dansen
12. De kerstkabouter komt

## Singles uit het album
1. Kabouter Plop is jarig (Digitaal)

## Videoclips uit het album
1. Kabouter Plop is jarig
2. Er zit een gat in mijn dak
3. De kabouterpolonaise
4. Joepiejee
5. Wij dansen